# Danielle Titus
Danielle Titus (* 13. August 2002 in Bridgetown) ist eine barbadische Schwimmerin.

## Karriere
Titus nahm 2021 an den Olympischen Spielen in Tokio teil. Dort war sie eine der beiden barbadischen Fahnenträger. Im Wettbewerb über 100 m Rücken erreichte sie Rang 37 von 41.